# 羅曼·杜里斯
羅曼·杜里斯（Romain Duris）是一位法國男演員，他出演過多部Cedric Klapisch和東尼·葛里夫的電影。

## 外部連結
- Romain Duris在互联网电影资料库（IMDb）上的資料（英文）
- "Accidental Heartthrob" Time magazine profile （页面存档备份，存于）
- Romain Duris comprehensive profile
- IONCINEMA.com Video Interview with Romain Duris and Pascal Chaumeil for Heartbreaker （页面存档备份，存于）